# Elaeocarpus obtusus
Elaeocarpus obtusus är en tvåhjärtbladig växtart. Elaeocarpus obtusus ingår i släktet Elaeocarpus och familjen Elaeocarpaceae.

## Underarter
Arten delas in i följande underarter:
- E. o. apiculatus
- E. o. obtusus